# Hedauville Communal Cemetery Extension
Hedauville Communal Cemetery Extension is een begraafplaats gelegen in de Franse plaats Hedauville (Somme). De militaire graven worden onderhouden door de Commonwealth War Graves Commission.
De begraafplaats telt 176 geïdentificeerde Gemenebest graven, waarvan 174 uit de Eerste Wereldoorlog en 2 uit de Tweede Wereldoorlog.